# 35 Eskadra Liniowa

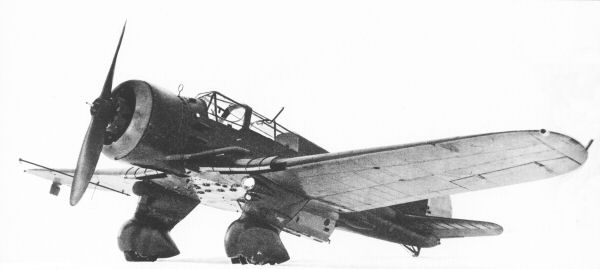
PZL.23 Karaś

35 eskadra liniowa – pododdział lotnictwa Wojska Polskiego w II Rzeczypospolitej.

## Formowanie i zmiany organizacyjne
Na podstawie rozkazu Ministra Spraw Wojskowych L.dz. 2300/Tjn. Org. z dnia 28 lutego 1925 roku 1 eskadra wywiadowcza przemianowana została na 35 eskadrę lotniczą, a trzy lata później na 35 eskadrę liniową. Wyposażenie stanowiły nieliczne samoloty Bristol.
Jesienią 1925 do eskadry zaczęły napływać samoloty Potez XV, które zakupiono we Francji. Z końcem roku posiadała już etatową liczbę samolotów w ilości 6 sztuk. W 1926 zaczęto regularne szkolenie załóg. W drugiej połowie 1927 sukcesywnie wymieniano samoloty na Potez XXVII. 
W 1928 nastąpiły poważne zmiany organizacyjne, które obejmowały m.in. eskadry lotnicze, które zostały przemianowane na liniowe zwiększając liczbę samolotów do 10 w eskadrze.
Wiosną 1929 roku jednostka przezbrojona została w samoloty Potez XXV. W 1937 roku eskadra otrzymała samoloty PZL-23A „Karaś”, które wkrótce wymienione zostały na samoloty wersji „B”. W maju 1939 roku eskadra została rozwiązana. Jej personel zasilił pozostałe eskadry 3 pułku lotniczego, a samoloty przekazane zostały do innych jednostek.

## Dowódcy eskadry
| Stopień   | Imię i nazwisko      | Okres pełnienia służby |
| --------- | -------------------- | ---------------------- |
| kpt. pil. | Tadeusz Antonowicz   | od VI 1924             |
| por. obs. | Jan Szunejko         | od I 1926              |
| kpt. pil. | Władysław Iwanowski  | p.o. 1927              |
| por. obs. | Jan Szunejko         | † 22 V 1928            |
| kpt. pil. | Tadeusz Sypniewski   | od V 1928              |
| kpt. pil. | Bernard Adamecki     | od III 1933            |
| kpt. pil. | Alfons Szymyślik     | od I 1930              |
| kpt. pil. | Franciszek Kaszny    | od XI 1934             |
| kpt. pil. | Zbigniew Gołoński    | od VII 1937            |
| kpt. obs. | Antoni Koźmiński     | od VII 1938            |
| kpt. pil. | Zdzisław Królikowski | od 30 XI 1938          |
| kpt. obs. | Antoni Koźmiński     | IV – V 1939            |

| Stanowisko         | Stopień imię i nazwisko                      | Przydział we IX 1939 |
| ------------------ | -------------------------------------------- | -------------------- |
| dowódca            | kpt. Zdzisław Królikowski                    |                      |
| zastępca dowódcy   | kpt. Stanisław Zbigniew Zaleski              |                      |
| oficer taktyczny   | por. Edward Maliszewski                      |                      |
| oficer techniczny  | ppor. Stanisław Lipa                         |                      |
| starszy obserwator | por. Jerzy Józef Bońkowski                   |                      |
| pilot.             | por. Walenty Kuczerowski                     |                      |
| pilot              | ppor. Józef Waroński                         |                      |
| obserwator         | por. Janusz Augustyn Henryk Kurek            |                      |
| obserwator         | por. Zbigniew Kazimierz Grochowski-Grekowicz |                      |

## Wypadki lotnicze
- 26 kwietnia 1926 na skutek awarii silnika podczas oblotu samolotu zginął por. pil. Stefan Ostrowski[1].
- 22 maja 1928 na samolocie Potez XXVII podczas zawodów międzyeskadrowych w Toruniu zginął por. obs. Jan Szunejko oraz sierż. pil. Zygmunt Kliks[2].
- We wrześniu podczas kręcenia zdjęć do filmu „Gwiaździsta Eskadra” uszkodzony został samolot Potez XV, którym leciał ppor. obs. Feliks Lipiński i wpadając w korkociąg spadł na ziemię. Atakujący myśliwiec uszkodził samolot podwoziem. Wraz z obserwatorem zginął pilot z 34 eskadry por. Jan Bilski[2].
- 20 czerwca 1931 w wypadku lotniczym zginął kpr. pil. Czesław Napierała, natomiast lżejsze obrażenia odniósł obserwator[6].
- 24 maja 1938 ćwicząc na samolocie PZL.23B Karaś nocne loty podczas trudnych warunków atmosferycznych zginęli kpr. pil. Edward Borowczak, por. obs. Stanisław Święch oraz kpr. strz. Kazimierz Kaźmierczak[7].
- W tym samym czasie w miejscowości Olędry Lutońskie koło Kłodawy rozbił się samolot z załogą sierż. pil. Leon Karpiński, por. obs. Jan Kozinski i st. szer. strz. sam. Zygmunt Michalak[7].